# Microcriodes sikkimensis
Microcriodes sikkimensis là một loài bọ cánh cứng trong họ Cerambycidae.